# Citlalli
Citlalli  è un nome proprio di persona nahuatl femminile.

## Varianti
- Citlali[1][2], Citlalin[2], Citlalí[2]

## Origine e diffusione
Il nome, diffuso in Messico, deriva da una forma ispanicizzata della parola nahuatl cītlalli, che significa "stella" ed è quindi analogo dal punto di vista semantico a Stella, Astro, Ylli, Csilla, Hoshi, Najm, Tara ed Ester. La forma più accurata del nome sarebbe Citlalli, ma dato che la doppia L in spagnolo viene pronunciata come una "Y", in Messico è diffusa anche la forma Citlali.
In Messico, il nome venne reso celebre da un'opera così intitolata del 1922 (autori Manuel M. Bermejo e José F. Vásquez), mentre negli Stati Uniti è entrato nella classifica dei mille nomi più usati tra il 1999 e il 2006, raggiungendo la migliore posizione nel 2005 per Citlali (915º posto) e nel 2001 per Citlalli (609º posto).

## Onomastico
Il nome non è portato da alcun santo, quindi è adespota; l'onomastico si può festeggiare eventualmente il 1º novembre, festa di Ognissanti.

## Persone

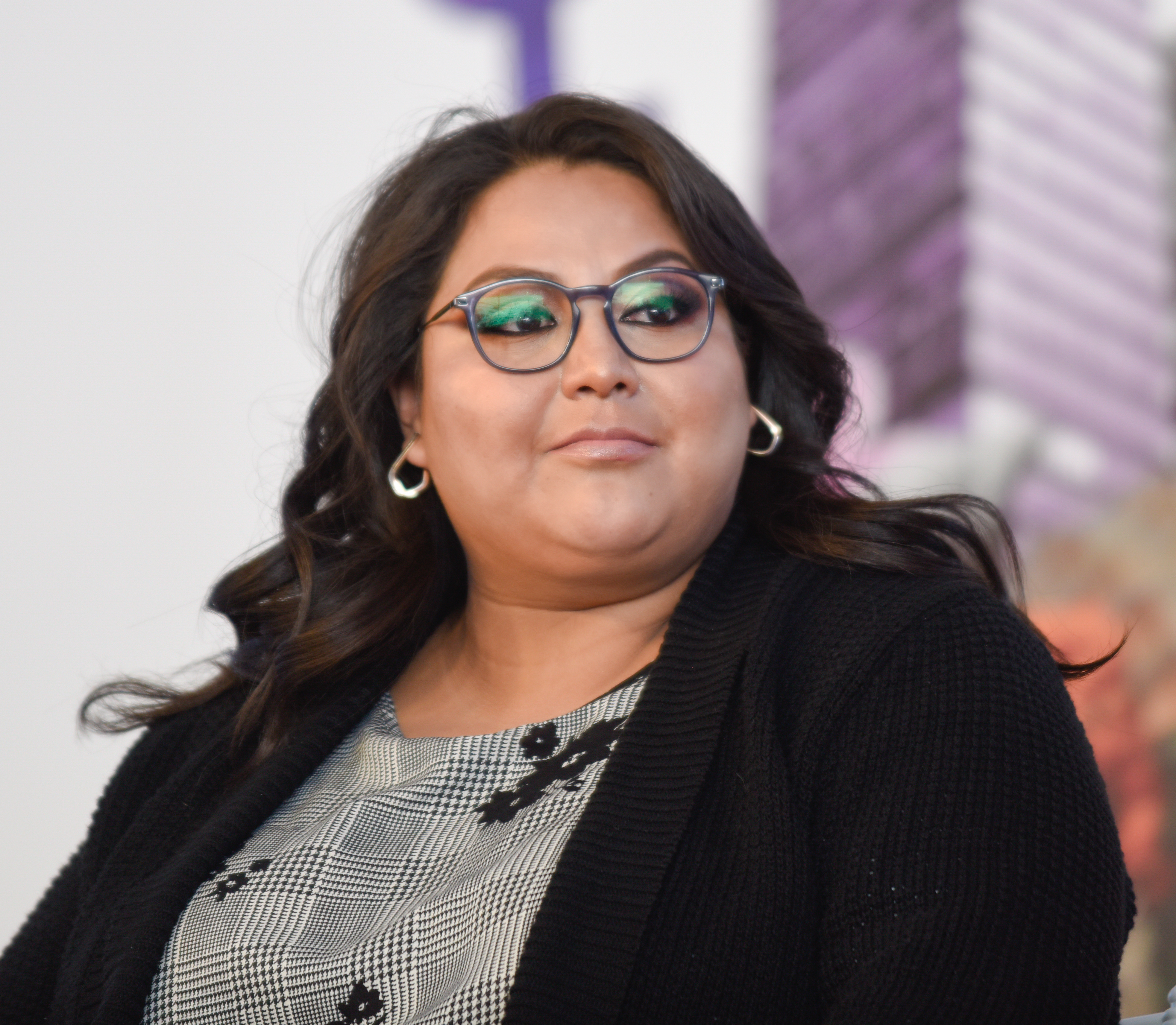
Citlalli Hernández

- Citlalli Hernández, politica messicana

## Il nome nelle arti
- Citlali è il nome della protagonista dell'omonima opera lirica del 1922 di José Francisco Vásquez Cano.